# Common

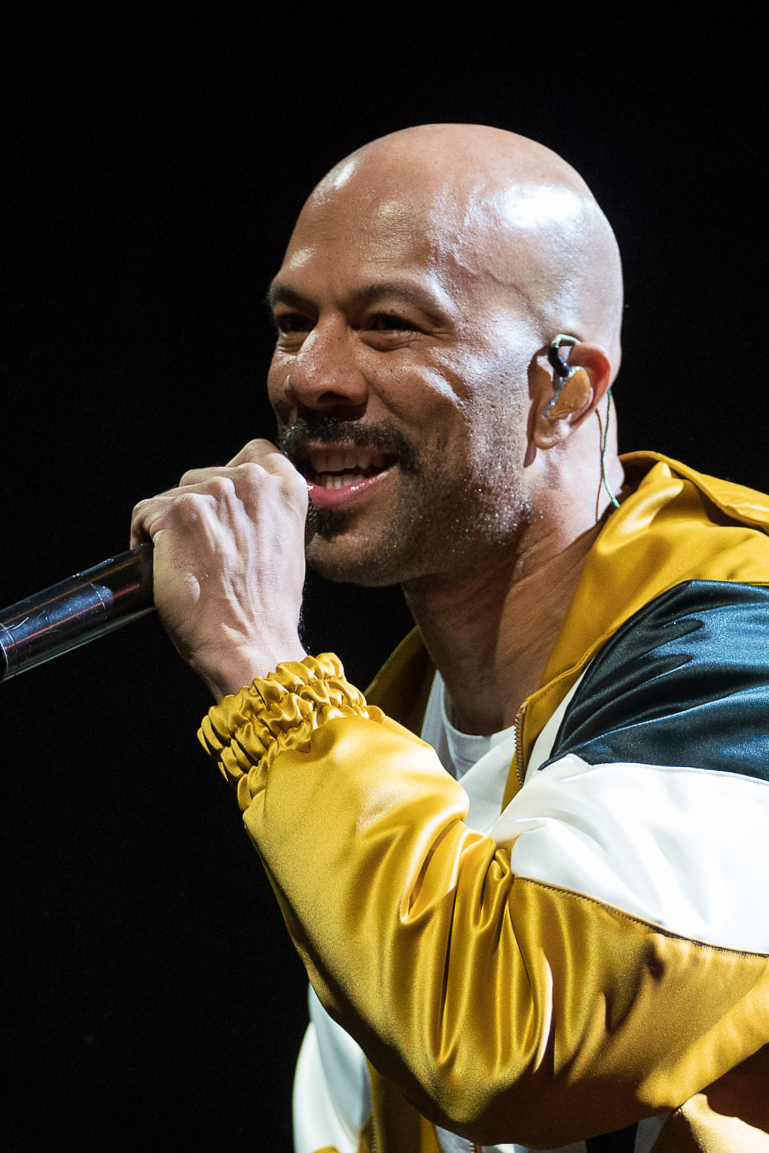
Common (2018)

Common (* 13. März 1972 in Chicago, Illinois; bürgerlicher Name Lonnie Rashid Lynn) ist ein US-amerikanischer Rapper und Schauspieler.

## Kindheit und Jugend
Commons Eltern ließen sich scheiden, als er sechs Jahre alt war, woraufhin er allein mit seiner Mutter aufwuchs, aber weiterhin mit seinem Vater in Kontakt blieb. In seiner Jugend spielte er Basketball, was eine größere Rolle für Common als die Musik war. Zudem war er Balljunge bei dem Basketballteam Chicago Bulls. In der Schule war er bereits Mitglied einer Rapgruppe, verließ diese jedoch, als er an der „Florida Agricultural and Mechanical University“ ein Studium in Betriebswirtschaftslehre begann.

## Karriere

### Als Musiker
Durch ein von einem Freund eingeschicktes Tape von Common wurde das Magazin The Source auf ihn aufmerksam. Nachdem er sein Studium abgebrochen hatte, veröffentlichte er 1992 unter dem Pseudonym „Common Sense“ sein erstes Album Can I Borrow a Dollar. Allerdings waren auf einigen Songs unter anderem frauenfeindliche Aussagen zu hören.

„This is where the later posterboy for conscious hip-hop comes the closest to a negative role model […]“

Dagegen machte ihn Resurrection 1994 zum festen Bestandteil der Undergroundszene. Er setzte sich vom Gangsta-Image vieler Rapper ab, was man speziell an der Single I Used To Love H.E.R. hören konnte, die weithin als Klassiker des Genres gilt und oft sogar als bester Hip-Hop-Song aller Zeiten benannt wird. In dem Song rappt Common über eine Freundin von ihm, die mit der Zeit immer berühmter wird, dabei aber vergisst, wo sie eigentlich herkommt, was als Metapher für die damalige Entwicklung des Hip-Hop steht. Da Common erwähnt, dass diese Veränderung hauptsächlich mit ihrem „Umzug“ an die Westküste zu tun hat, gab es für kurze Zeit auch eine Fehde zwischen ihm und dem von dort stammenden Gangsta-Rapper Ice Cube.
Kurz darauf musste er seinen Künstlernamen „Common Sense“ zu „Common“ verkürzen, da es bereits eine gleichnamige Ska-Band gab. 1997 veröffentlichte er das Album One Day It’ll All Make Sense, an dem viele bekannte Musiker wie De La Soul, Lauryn Hill, Erykah Badu und The Roots mitwirkten. Ebenfalls war er auf Pete Rocks Album Soul Survivor und Talib Kwelis und Mos Defs Black Star zu hören. Kurz zuvor war er Vater von Omoye Assata Lynn geworden, die nach der amerikanischen Bürger- und Menschenrechtlerin Assata Shakur benannt ist.
Für sein 2000 erschienenes, mit Platz 16 in den Billboard Charts erstmals kommerziell erfolgreiches, Album Like Water For Chocolate trennte er sich von seinen bisherigen Produzenten No I.D. und Ynot und arbeitete stattdessen mit den Soulquarians (u. a. J Dilla, ?uestlove und D’Angelo) zusammen, mit denen sich Commons Musik vom Jazz hin zum Neo Soul bewegte. Für den Song The Light (Platz 44 der Billboard Hot 100) wurde Common 2001 erstmals für einen Grammy nominiert.
Zwei Jahre später veröffentlichte er das sehr experimentelle Electric Circus. Von manchen Kritikern wurde es für seinen Mut, verschiedenste Musikstile zu vermischen gelobt, von anderen dagegen aus demselben Grund kritisiert. Zwei der Songs wurden von den Neptunes produziert, auf einem weiteren Song spielt Prince Gitarre und Keyboard. Das Album entstand in den Electric Lady Studios, die einst Jimi Hendrix gehörten. Der Song Jimi Was A Rockstar ist dem verstorbenen Gitarristen gewidmet. Auf dem achteinhalb-minütigen Song singt Common gemeinsam mit Erykah Badu, mit der er zum damaligen Zeitpunkt liiert war.
Mit Hilfe seines Freundes und Produzenten Kanye West kehrte er mit dem Album Be 2005 zurück zu seinen souligen, Sample-lastigen Wurzeln und wurde dafür von den Kritikern hochgelobt. Mit Platz 2 der US-Charts war es das bis dahin erfolgreichste Album Commons und wurde des Weiteren für vier Grammys nominiert. Das Album war die zweite Veröffentlichung auf Wests Label GOOD Music, bei dem Common unter Vertrag steht. Neben West produzierte der Anfang 2006 verstorbene J Dilla erneut zwei Songs des Albums.
Danach hatte Common Gastauftritte auf dem Fort-Minor-Album The Rising Tied, Late Registration von Kanye West, dem MTV-Unplugged-Album von Alicia Keys, dem postum veröffentlichten J Dilla-Album The Shining und auf dem Album Introducing Joss Stone. Zusammen mit will.i.am steuerte er den Song A Dream als Titelsong zum Soundtrack des Films Freedom Writers bei und schrieb für den Film Smokin’ Aces zusammen mit Bilal das Stück Play Your Cards Right.
Commons siebtes Album Finding Forever wurde am 31. Juli 2007 veröffentlicht. Das Album wurde erneut größtenteils von Kanye West produziert, neben einzelnen Titeln von will.i.am, Devo Springsteen, Karriem Riggins und J Dilla. Es stieg in der ersten Woche auf Platz 1 der Billboard Charts ein, wofür sich Common bei seinen Fans bedankte.

„It's a testament to the fact that good music is alive. People do get into music that means something and that's creative […] You feel like a lot of the work is payin' off.“

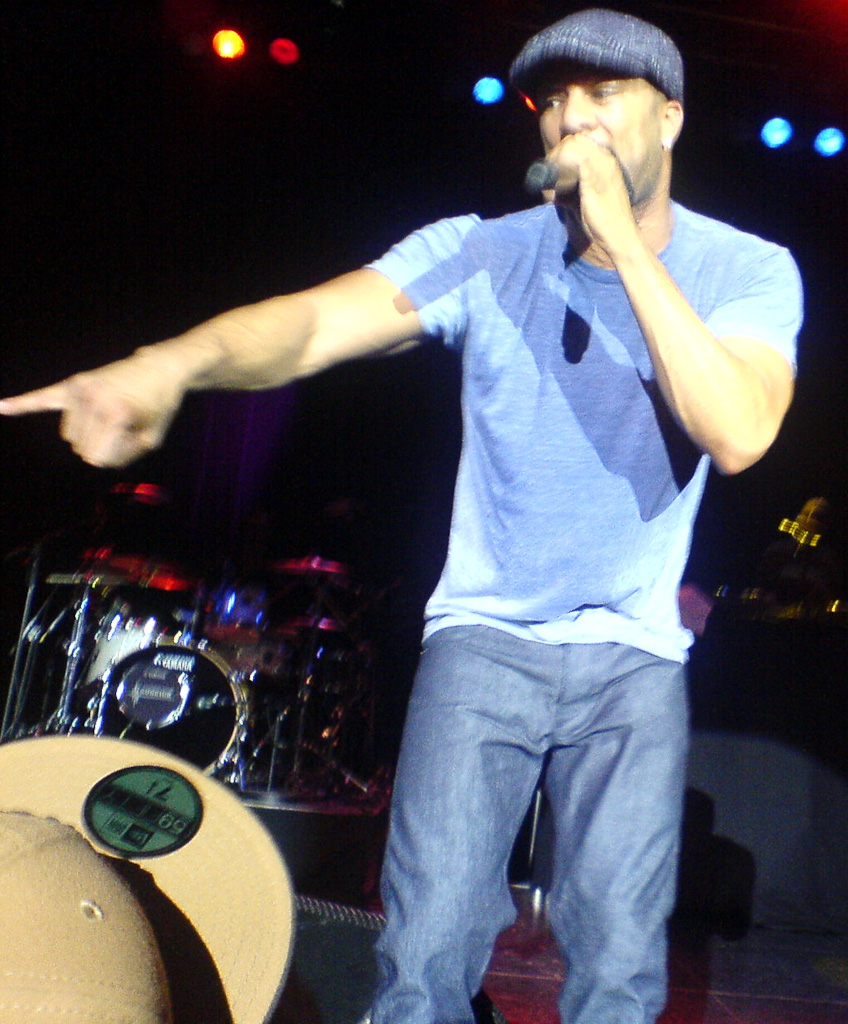
Common (2007)

Ebenfalls 2007 gründete er die „Common Ground Foundation“, die sich unter anderem mit der Bildung Unterprivilegierter und HIV/AIDS-Prävention befasst. Im selben Jahr wurde er außerdem für drei Grammy Awards nominiert. Er gewann den begehrten Musikpreis für seinen mit Kanye West aufgenommenen Song Southside in der Kategorie Best Rap Performance by a Duo or Group. Bereits 2003 gewann er zusammen mit Erykah Badu in der Kategorie Best R&B Song seinen ersten Grammy. Der Song Love of My Life (An Ode to Hip-Hop), der zweimal nominiert war, findet sich darüber hinaus auf dem Soundtrack des Films Brown Sugar, in dem Common cineastisch debütierte.
Nach mehreren Verschiebungen veröffentlichte Common im Dezember 2008 sein achtes Soloalbum namens Universal Mind Control (vormals Invincible Summer). Das Album wurde von The Neptunes und Mr. DJ, der unter anderem mit OutKast gearbeitet hat, produziert; Kanye West ist Executive Producer. Es unterscheidet sich stark von Commons vorherigen Alben durch weniger ernsthafte Themen und musikalische Electroeinflüsse. Er selbst beschrieb es als „Album zum Wohlfühlen“, dass nach „positive[n] Vibes, Sonne, Cocktails“ und „entspannte[n] Partys“ klänge. Als erstes Album von Common erhielt Universal Mind Control größtenteils vernichtende Kritiken, das E-Zine PopMatters etwa bezeichnete das Werk als „gekünstelt und banal“.
Im Juni 2009 war Common auf dem Stück Don't Charge Me for the Crime von den Jonas Brothers zu hören.
Im Februar 2012 erschien das Album The Dreamer/The Believer, welches die Single Ghetto Dreams (feat. Nas) enthielt.
Nachdem im Mai 2014 die neue Single Kingdom veröffentlicht worden war, schloss sich Common dem zu Def-Jam-gehörenden Label ARTrium Recordings des Produzenten No I.D. an. Am 22. Juli 2014 erschien Common's zehntes Studioalbum, Nobody's Smiling, mit Gastbeiträgen von Big Sean und Malik Yusef. Es wurde wie auch das vorherige Album von No I.D. produziert.
Für das elfte Album,  Black America Again, arbeitete Common, wie schon von 1997 bis 2007, wieder mit Karriem Riggins. Dessen Produktionen auf dem Werk sind geprägt von live eingespielten Instrumenten und zahlreichen Samples. Thematischer Schwerpunkt von Commons Rap ist der Rassismus. Als Single wurde der Titeltrack, der gemeinsam mit Stevie Wonder entstand, ausgekoppelt. Präsentiert wird das Stück in einem über 20-minütigen Video.
Anlässlich der Grammy Awards 2020 fand am 28. Januar 2020 im Los Angeles Convention Center in Los Angeles ein Tribut-Konzert für Prince unter dem Motto „Let’s Go Crazy: The Grammy Salute to Prince“ statt, bei dem Common den Song Sign o’ the Times (1987) sang. Das Konzert wurde am 21. April 2020, dem vierten Todestag von Prince, im US-Fernsehen ausgestrahlt.

#### Musikstil
Aufgrund seiner zum Teil sozialkritischen und oft nachdenklichen Texte, seines retrospektiven Musikstils mit Jazz- und Soul-Anleihen und seiner Kollaborationen mit Musikern wie The Roots, Talib Kweli und Mos Def wird Common als Conscious-Rapper angesehen. Momentan ist er wohl der erfolgreichste und bekannteste in dieser Kategorie.

### Als Buchautor

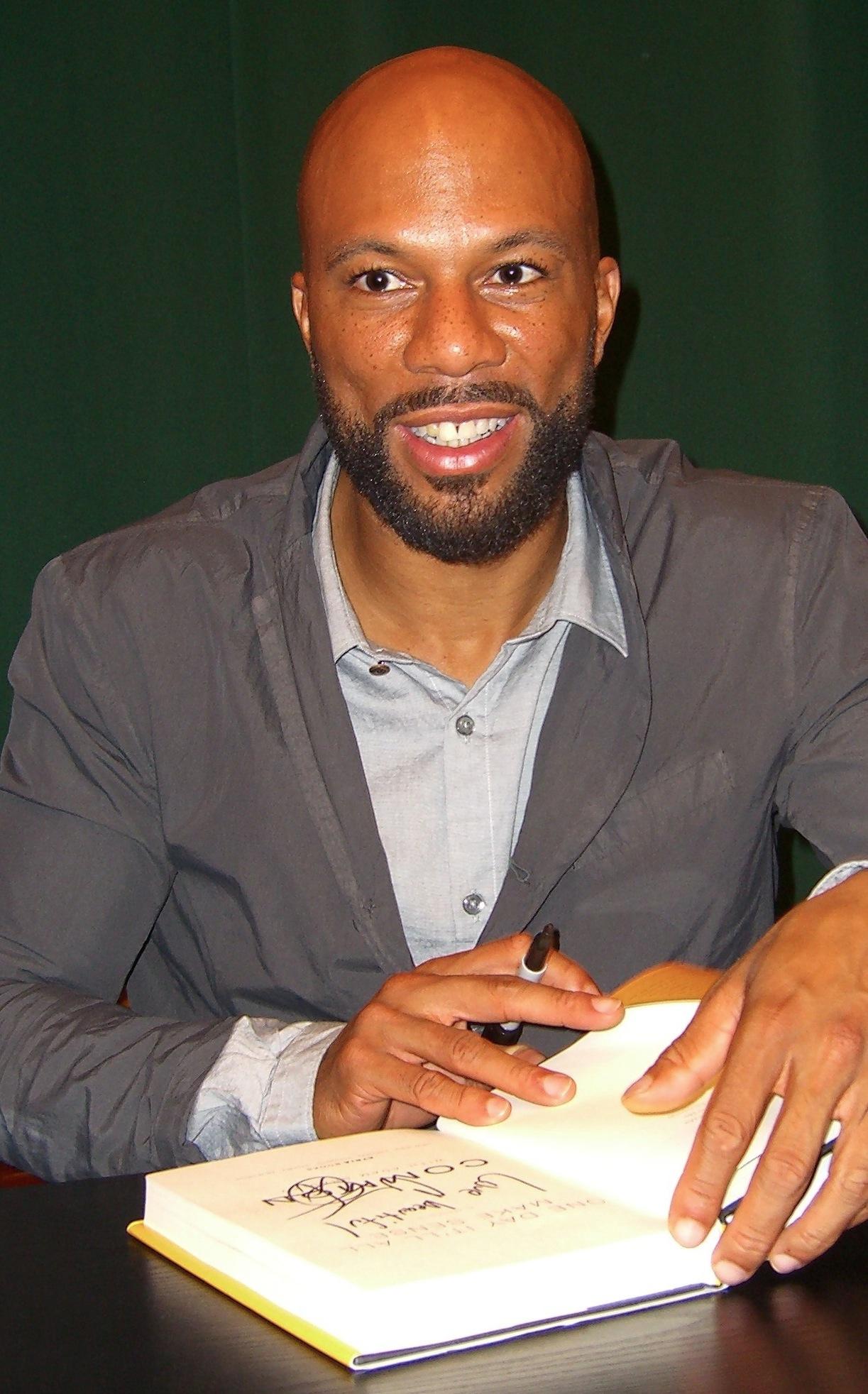
Common (2011)

Common hat zwei Kinderbücher namens The Mirror and Me (2005) und I Like You but I Love Me (2006) geschrieben, die das Selbstwertgefühl des Lesers steigern sollen, indem dieser merkt, dass man, anstatt sich anzupassen, sich selbst lieben muss, wie man ist. Erst dann können andere dies auch tun. I Like You But I Love Me wurde 2007 für einen NAACP Image Award nominiert.
Im Juni 2008 gründete Common „The Corner Club“, der Jugendliche dazu ermuntern soll, mehr zu lesen.

### Als Schauspieler
Common hatte einen Cameo-Auftritt in der Fernsehserie Scrubs – Die Anfänger. Seit 2007 ist er regelmäßig in Kinofilmen zu sehen. Im März hatte Common im Film Smokin’ Aces, in dem unter anderem auch Ben Affleck und Alicia Keys mitspielen, eine Rolle. Ende des Jahres spielte er im Thriller American Gangster neben Russell Crowe und Denzel Washington. 2008 und 2009 war er in den Actionfilmen Street Kings mit Keanu Reeves, Forest Whitaker und Hugh Laurie, Wanted mit Angelina Jolie und Morgan Freeman und in Terminator: Die Erlösung, dem vierten Teil der Terminator-Reihe zu sehen. 2010 hatte er eine Rolle in der Actionkomödie Date Night – Gangster für eine Nacht neben Steve Carell und Tina Fey. Von 2011 bis 2014 war er in einer Hauptrolle in der AMC-Serie Hell on Wheels zu sehen. 2015 verkörperte er in Run All Night die Rolle des Auftragskillers Price.
Im Bürgerrechtsdrama Selma verkörpert er den Mitorganisator der Märsche James Bevel.

## Diskografie

### Studioalben
| Jahr | Titel                        | Höchstplatzierung, Gesamtwochen, AuszeichnungChartplatzierungen (Jahr, Titel, Platzierungen, Wochen, Auszeichnungen, Anmerkungen) | Höchstplatzierung, Gesamtwochen, AuszeichnungChartplatzierungen (Jahr, Titel, Platzierungen, Wochen, Auszeichnungen, Anmerkungen) | Höchstplatzierung, Gesamtwochen, AuszeichnungChartplatzierungen (Jahr, Titel, Platzierungen, Wochen, Auszeichnungen, Anmerkungen) | Höchstplatzierung, Gesamtwochen, AuszeichnungChartplatzierungen (Jahr, Titel, Platzierungen, Wochen, Auszeichnungen, Anmerkungen) | Anmerkungen                                            |
| Jahr | Titel                        | DE | CH | UK | US | Anmerkungen                                            |
| ---- | ---------------------------- | --- | --- | --- | --- | ------------------------------------------------------ |
| 1992 | Can I Borrow a Dollar?       | — | — | — | — | Erstveröffentlichung: 6. Oktober 1992                  |
| 1994 | Resurrection                 | — | — | — | US179 (… Wo.)US | Erstveröffentlichung: 25. Oktober 1994                 |
| 1997 | One Day It’ll All Make Sense | — | — | — | US62 (5 Wo.)US | Erstveröffentlichung: 30. September 1997               |
| 2000 | Like Water for Chocolate     | — | — | — | US16 Gold · (31 Wo.)US | Erstveröffentlichung: 28. März 2000                    |
| 2002 | Electric Circus              | — | — | — | US47 (13 Wo.)US | Erstveröffentlichung: 10. Dezember 2002                |
| 2005 | Be                           | DE93 (1 Wo.)DE | CH26 (8 Wo.)CH | UK38 Silber · (3 Wo.)UK | US2 Platin · (27 Wo.)US | Erstveröffentlichung: 20. Mai 2005                     |
| 2007 | Finding Forever              | DE92 (1 Wo.)DE | CH23 (5 Wo.)CH | UK35 (3 Wo.)UK | US1 Gold · (23 Wo.)US | Erstveröffentlichung: 31. Juli 2007                    |
| 2008 | Universal Mind Control       | — | CH82 (1 Wo.)CH | — | US12 (13 Wo.)US | Erstveröffentlichung: 9. Dezember 2008                 |
| 2011 | The Dreamer/The Believer     | — | — | — | US18 (9 Wo.)US | Erstveröffentlichung: 20. Dezember 2011                |
| 2014 | Nobody’s Smiling             | — | — | — | US6 (5 Wo.)US | Erstveröffentlichung: 22. Juli 2014                    |
| 2016 | Black America Again          | — | — | — | US25 (2 Wo.)US | Erstveröffentlichung: 4. November 2016                 |
| 2019 | Let Love                     | — | CH86 (1 Wo.)CH | — | US118 (1 Wo.)US | Erstveröffentlichung: 30. August 2019                  |
| 2024 | The Auditorium, Vol. 1       | DE89 (1 Wo.)DE | CH36 (1 Wo.)CH | — | — | Erstveröffentlichung: 27. September 2024 mit Pete Rock |

### Kompilationen
- 2007: Thisisme Then: The Best of
- 2010: Go! - Common Classics

### Singles als Leadmusiker
| Jahr | Titel Album                                        | Höchstplatzierung, Gesamtwochen, AuszeichnungChartplatzierungen (Jahr, Titel, Album, Platzierungen, Wochen, Auszeichnungen, Anmerkungen) | Höchstplatzierung, Gesamtwochen, AuszeichnungChartplatzierungen (Jahr, Titel, Album, Platzierungen, Wochen, Auszeichnungen, Anmerkungen) | Höchstplatzierung, Gesamtwochen, AuszeichnungChartplatzierungen (Jahr, Titel, Album, Platzierungen, Wochen, Auszeichnungen, Anmerkungen) | Höchstplatzierung, Gesamtwochen, AuszeichnungChartplatzierungen (Jahr, Titel, Album, Platzierungen, Wochen, Auszeichnungen, Anmerkungen) | Anmerkungen                                                       | [↑]: gemeinsam behandelt mit vorhergehendem Eintrag; [←]: in beiden Charts platziert |
| Jahr | Titel Album                                        | AT | CH | UK | US | Anmerkungen                                                       |                                                                                      |
| ---- | -------------------------------------------------- | --- | --- | --- | --- | ----------------------------------------------------------------- | ------------------------------------------------------------------------------------ |
| 1997 | Reminding Me (Of Sef) One Day It’ll All Make Sense | — | — | UK59 (2 Wo.)UK | — | Erstveröffentlichung: 5. August 1997 feat. Chantay Savage         |                                                                                      |
| 2000 | The 6th Sense Like Water for Chocolate             | — | — | UK56 (2 Wo.)UK | — | Erstveröffentlichung: 15. Februar 2000 feat. Bilal                |                                                                                      |
| 2000 | The Light Like Water for Chocolate                 | — | —[UK: ↑] | UK56 (2 Wo.)UK | US44 (19 Wo.)US | Erstveröffentlichung: 18. Juli 2000                               |                                                                                      |
| 2001 | Geto Heaven Like Water for Chocolate               | — | — | UK48 (2 Wo.)UK | — | Erstveröffentlichung: 16. April 2001 feat. Macy Gray              |                                                                                      |
| 2002 | Come Close Electric Circus                         | — | — | — | US65 (15 Wo.)US | Erstveröffentlichung: 5. November 2002 feat. Mary J. Blige        |                                                                                      |
| 2005 | Go! Be                                             | — | — | UK79 (1 Wo.)UK | US79 (6 Wo.)US | Erstveröffentlichung: 14. Juni 2005 feat. John Mayer & Kanye West |                                                                                      |
| 2007 | Drivin’ Me Wild Finding Forever                    | — | — | UK56 (2 Wo.)UK | — | Erstveröffentlichung: 31. August 2007 feat. Lily Allen            |                                                                                      |
| 2008 | Universal Mind Control                             | — | — | — | US62 (6 Wo.)US | Erstveröffentlichung: 1. Juli 2008 feat. Pharrell Williams        |                                                                                      |
| 2014 | Glory Selma (O.S.T.)                               | AT47 (1 Wo.)AT | CH38 (1 Wo.)CH | UK62 (1 Wo.)UK | US49 (3 Wo.)US | Erstveröffentlichung: Dezember 2014 mit John Legend               |                                                                                      |

### Singles als Gastmusiker
| Jahr | Titel Album                                               | Höchstplatzierung, Gesamtwochen, AuszeichnungChartplatzierungen (Jahr, Titel, Album, Platzierungen, Wochen, Auszeichnungen, Anmerkungen) | Höchstplatzierung, Gesamtwochen, AuszeichnungChartplatzierungen (Jahr, Titel, Album, Platzierungen, Wochen, Auszeichnungen, Anmerkungen) | Höchstplatzierung, Gesamtwochen, AuszeichnungChartplatzierungen (Jahr, Titel, Album, Platzierungen, Wochen, Auszeichnungen, Anmerkungen) | Höchstplatzierung, Gesamtwochen, AuszeichnungChartplatzierungen (Jahr, Titel, Album, Platzierungen, Wochen, Auszeichnungen, Anmerkungen) | Anmerkungen                                                                               |
| Jahr | Titel Album                                               | DE | CH | UK | US | Anmerkungen                                                                               |
| ---- | --------------------------------------------------------- | --- | --- | --- | --- | ----------------------------------------------------------------------------------------- |
| 2001 | Dance for Me No More Drama                                | DE82 (3 Wo.)DE | CH50 (8 Wo.)CH | UK13 (13 Wo.)UK | — | Erstveröffentlichung: 29. Oktober 2001 Mary J. Blige feat. Common                         |
| 2002 | Love of My Life (An Ode to Hip-Hop) Worldwide Underground | — | — | — | US9 (27 Wo.)US | Erstveröffentlichung: 20. August 2002 Erykah Badu feat. Common                            |
| 2007 | Tell Me What We’re Gonna Do Now Introducing Joss Stone    | DE96 (1 Wo.)DE | CH66 (8 Wo.)CH | UK84 (1 Wo.)UK | — | Erstveröffentlichung: 11. Juni 2007 Joss Stone feat. Common                               |
| 2009 | Make Her Say Man on the Moon: The End of Day              | DE85 (3 Wo.)DE | — | UK67 (2 Wo.)UK | US43 Platin · (15 Wo.)US | Erstveröffentlichung: 9. Juni 2009 Kid Cudi feat. Common & Kanye West                     |
| 2010 | Wake Up Everybody Wake Up!                                | — | CH62 (2 Wo.)CH | — | — | Erstveröffentlichung: 2. August 2010 John Legend & The Roots feat. Common & Melanie Fiona |

## Auszeichnungen
- Grammy Awards
  - 2003: Best R&B Song – „Love of My Life (An Ode to Hip-Hop)“ (Erykah Badu feat. Common) 2003
  - 2008: Best Rap Performance by Duo or Group – „Southside“ (Common feat. Kanye West) 2008
- BET Awards
  - 2003: Video of the Year – „Love of My Life (Ode to Hip-Hop)“
- BET Hip Hop Awards
  - 2006: Element Award: Lyricist of the Year
  - 2007: Lyricist of the Year
  - 2007: CD of the Year – Finding Forever
- Black Reel Awards
  - 2003: Best Film Song – „Love of My Life (Ode to Hip-Hop)“
- Emmy Awards
  - 2017: Outstanding Original Music and Lyrics – „Letter to the Free“ aus dem Film 13th
- Oscarverleihung 2015:
  - Bester Filmsong: Glory aus dem Film Selma (zusammen mit John Legend)

## Filmografie (Auswahl)
- 2002: Brown Sugar
- 2004: Scrubs – Die Anfänger (Scrubs, Fernsehserie, Folge 4x05 Her Story)
- 2005: Block Party
- 2006: Smokin’ Aces
- 2007: American Gangster
- 2008: Street Kings
- 2008: Wanted
- 2009: Terminator: Die Erlösung (Terminator Salvation)
- 2010: Date Night – Gangster für eine Nacht (Date Night)
- 2010: Just Wright – In diesem Spiel zählt jeder Treffer (Just Wright)
- 2011: Happy Feet 2 (Stimme)
- 2011: Happy New Year (New Year’s Eve)
- 2011–2014: Hell on Wheels (Fernsehserie, 32 Folgen)
- 2012: Das wundersame Leben von Timothy Green (The Odd Life of Timothy Green)
- 2012: Luv
- 2013: Movie 43
- 2013: Die Unfassbaren – Now You See Me (Now You See Me)
- 2013: Pawn – Wem kannst du vertrauen? (Pawn)
- 2014: X/Y
- 2014: Selma
- 2015: Run All Night
- 2016: Barbershop: The Next Cut
- 2016: Suicide Squad
- 2017: John Wick: Kapitel 2 (John Wick: Chapter 2)
- 2017: A Happening of Monumental Proportions
- 2017: Sergeant Rex – Nicht ohne meinen Hund (Megan Leavey)
- 2017: Girls Trip
- 2017: Love Beats Rhymes
- 2017–2018: Die Garde der Löwen (The Lion Guard, Fernsehserie, 4 Episoden)
- 2018: The Tale – Die Erinnerung (The Tale)
- 2018: The Chi (Fernsehserie, 3 Episoden)
- 2018: Im Hier und Jetzt – Der beste Tag meines Lebens (Here and Now)
- 2018: All About Nina
- 2018: The Hate U Give
- 2018: Hunter Killer
- 2018: Smallfoot – Ein eisigartiges Abenteuer (Smallfoot, Stimme)
- 2018: Ein Funken Gerechtigkeit (Saint Judy)
- 2018–2019: The Chi (Fernsehserie)
- 2019: The Kitchen – Queens of Crime (The Kitchen)
- 2019: The Informer
- 2020: Code Ava – Trained To Kill (Ava)
- 2021: Noch nie in meinem Leben … (Never Have I Ever, Fernsehserie, 4 Episoden)
- 2022: Alice
- seit 2023: Silo (Fernsehserie)
- 2023: Fool’s Paradise
- 2024: Breathe